# Yazid 1.
Yazīd 1. ibn Mu‘āwiya ibn Abī Sufyān (arabisk: يزيد بن معاوية بن أبي سفيان) (født 645 – død 683), var den anden kalif af Umayyade-kalifatet.
| Islam | Spire Denne islamartikel er en spire som bør udbygges. Du er velkommen til at hjælpe Wikipedia ved at udvide den. |

1. ↑  Navnet er anført på engelsk og stammer fra Wikidata hvor navnet endnu ikke findes på dansk.
2. ↑  Navnet er anført på engelsk og stammer fra Wikidata hvor navnet endnu ikke findes på dansk.